# Лёке, Хейди
Хейди Лёке (норв. Heidi Løke; род. 12 декабря 1982 года, Тёнсберг) — норвежская гандболистка, линейный норвежского клуба «Ларвик» и сборной Норвегии. Олимпийская чемпионка 2012 года, чемпионка мира 2011 и 2015 годов, чемпионка Европы 2008, 2010, 2014 и 2020 годов. Одна из лучших линейных в истории мирового гандбола.

## Биография

### Клубная карьера
Изначально Хейди увлекалась футболом. В возрасте 10 лет занялась гандболом, поступила в школу клуба «Рунар». В 2000 году вошла в состав клуба «Ларвик» на позицию линейной, однако успехов в клубе не добилась, отыграв два сезона во втором составе команды и став бронзовым призёром в чемпионате. Летом 2002 года перебралась в команду «Гьерпен», которая умудрилась вылететь на следующий сезон в низшую лигу, но вернулась на следующий год. Участвовала в Кубках обладателей кубков 2005/2006 и 2006/2007, в 2007 году прервала на время карьеру по причине беременности. По совету своего мужа Лёки перебралась в команду «Ольборг».
После возобновления карьеры Хейди доиграла сезон 2007/2008, вернувшись в «Ларвик» по окончании сезона. В сезоне 2008/2009 она выиграла чемпионат Норвегии, с 216 голами став лучшим бомбардиром первенства, а через год повторила успех, став лучшим бомбардиром снова (но уже с 204 голами). В сезоне 2010/2011 Хейди забила 221 гол и установила рекорд лиги (аналогичный ранее устанавливала Линн-Кристин Рьегельхут). Летом 2011 года она перешла в венгерский клуб «Дьёри ЭТО», успев в составе «Ларвика» выиграть чемпионат, кубок и Лигу чемпионов. В сезоне 2012/2013 ей в составе «Дьёри» покорились чемпионат и Лига чемпионов. В 2017 году Хейди Лёке вернулась в Норвегию, заключив контракт с клубом Стурхамар.

### Карьера в сборной
Хейди сыграла 118 игр и забила 402 гола. Дебютировала 7 апреля 2006. В том же году впервые попала в заявку на чемпионат Европы. Одерживала победы на чемпионатах Европы 2008 и 2010 годов (в 2010 году даже попала в символическую сборную), чемпионате мира 2011 (также попала в символическую сборную там) и Олимпийских играх 2012 года (также стала игроком символической сборной). Также стала серебряным призёром чемпионата Европы 2012 года (и снова попала там в символическую сборную) и бронзовым призёром чемпионата мира 2009. В 2013 году на чемпионате мира в Сербии в 6 играх Хейди забила 21 гол, но Норвегия финишировала только 5-й. В июле Лёке объявила об уходе из сборной, но потом раздумала и вернулась в октябре. На чемпионате Европы 2014 года Хейди Лёке со сборной Норвегии одержала победу и завоевала третью золотую медаль европейских первенств, войдя также и в символическую сборную.

### Личная жизнь
Хейди родом из гандбольной семьи: её брат Франк и сестра Лизе также являются профессиональными игроками. Хейди дважды была замужем: первый раз за своим тренером Лейфом Гаутестадом (в браке у них в 2007 году родился сын Александр), развелась в 2010 году; второй раз за тренером Карлом Бёном, с которым рассталась в декабре 2012 года (Бён умер от рака в феврале 2014 года в возрасте 48 лет).
30 июня 2017 года родила сына Оскара от своего бойфренда Бьёрна Веструма Ульссона. Уже спустя шесть дней вернулась к тренировкам. Спустя 25 дней впервые приняла участие в тренировке своего нового клуба «Сторхамар». В декабре 2017 года принимала участие в чемпионате мира в Германии.

## Достижения

### Командные
- Чемпионка Норвегии: 2008/09, 2009/10, 2010/11
- Обладательница Кубка Норвегии: 2008/09, 2009/10, 2010/11
- Чемпионка Венгрии: 2011/12, 2012/13, 2013/14
- Обладательница Кубка Венгрии: 2011/12
- Победительница Лиги чемпионов: 2010/11, 2012/13, 2013/14, 2020/21
- Олимпийская чемпионка: 2012
- Чемпионка мира: 2011
- Чемпионка Европы: 2008, 2010, 2014, 2020
- Вице-чемпионка Европы: 2012

### Личные
- Лучшая гандболистка мира: 2011
- Гандболистка года в Норвегии: 2009, 2010, 2011[31]
- Лучший линейный Олимпийских игр (2): 2012, 2016
- Лучший линейный чемпионатов мира (2): 2011, 2015
- Лучший линейный чемпионатов Европы (3): 2010, 2012, 2014